# ウファク C.I
UFAG C.I
- 用途：偵察機
- 設計者：スタンコ・ブロウデク
- 製造者：ウンガリッシェ航空機製造
- 運用者：オーストリア＝ハンガリー帝国航空隊
- 初飛行：1917年夏
- 生産数：123機
- 運用開始：1918年春
- 運用状況：退役

ウファク C.I（ドイツ語：UFAG C.I）は、オーストリア＝ハンガリー帝国のウンガリッシェ航空機製造会社またはハンガリー航空機製造会社（ドイツ語：Ungarische Flugzeugfabrik AG; UFAG）が第一次世界大戦期に開発した、単発複葉複座の偵察機である。

## 概要
本機は大戦末期におけるオーストリア＝ハンガリー帝国航空隊の主力偵察機の内の一つで、ハンザブランデンブルク C.IIから発展した機体である。改良点は主翼の設計を完全に改めた上に、発動機をより高出力のものに換装し、ラジエターの取付け位置を変更する等した。その一方合板張りの胴体は原型機と同じであったが、背部のラインが変更されている。また生産途中から垂直尾翼を装備している。
1917年夏に初飛行し、1918年春より部隊配備が開始され、主に弾着観測機として敗戦まで運用されていた。また戦後に数機がルーマニアに供給された。

## 性能諸元
※使用単位についてはWikipedia:ウィキプロジェクト 航空/物理単位も参照
- 全長： 7.41 m
- 全幅： 9.50 m
- 全高： 2.70 m
- 主翼面積： 26.30 m2
- 自重： 750 kg
- 全備重量： 1,150 kg
- 発動機： ヒエロ N 水冷列型6気筒230HP
- 最大速度： 180 km/h
- 航続距離： 3時間
- 実用上昇限度： 4,900 m

- 乗員： 2 名
- 武装： シュワルツローゼ M7 8 mm機銃 ×2又は3